# Засосенское сельское поселение
Засо́сенское се́льское поселе́ние — муниципальное образование в Красногвардейском районе Белгородской области.
Административный центр — село Засосна.

## История
Засосенское сельское поселение образовано 20 декабря 2004 года в соответствии с Законом Белгородской области № 159.

## Население
| 2010  | 2011  | 2012  | 2013  | 2014  | 2015  | 2016  | 2017  | 2018  |
| ----- | ----- | ----- | ----- | ----- | ----- | ----- | ----- | ----- |
| 4947  | ↘4928 | ↘4915 | ↘4894 | ↘4878 | ↘4858 | ↘4822 | ↘4784 | ↘4745 |
| 2019  | 2020  | 2021  |       |       |       |       |       |       |
| ↗4761 | ↗4783 | ↘4342 |       |       |       |       |       |       |

## Состав сельского поселения
| № | Населённый пункт | Тип населённого пункта       | Население |
| - | ---------------- | ---------------------------- | --------- |
| 1 | Ендовицкий       | хутор                        | ↘195      |
| 2 | Засосна          | село, административный центр | ↘3806     |
| 3 | Марынычев        | Хутор                        | ↘3        |
| 4 | Хуторцы          | село                         | ↘536      |